# Antônio Pedro de Andrade Müller
Antônio Pedro de Andrade Müller (Rio de Janeiro, 30 de maio de 1898 — ?) foi um advogado e político brasileiro.
Filho de Lauro Müller e de Luísa de Andrade Müller.
Foi deputado à Assembleia Legislativa de Santa Catarina na 10ª legislatura (1919 — 1921), 11ª legislatura (1922 — 1924), na 12ª legislatura (1925 — 1927), e na 13ª legislatura (1928 — 1930).